# Turgieniewskij (obwód saratowski)
Turgieniewskij (ros. Тургеневский) – osiedle w Rosji, w obwodzie saratowskim, w rejonie pugaczowskim. W 2010 liczyło 662 mieszkańców.